# Steinrondavel (Aroab)
Das Steinrondavel (englisch Stone Rondavel) ist ein historisches Rondavel 28 Kilometer von der namibischen Ortschaft Aroab entfernt unweit der Hauptstraße C16 auf Farm Quellort gelegen. 
Es ist seit dem 15. März 1969 ein Nationales Denkmal Namibias.
Das runde Steinrondavel hat einen Durchmesser von etwa 7–8 Metern. Die Steine des Bausgerüsts sind am Dach weiterhin sichtbar. Es verfügt über ein kleines Fenster und eine Tür. Das Dach besteht aus flachen Steinen von 3–5 Zentimeter Dicke. Die Wände sind mit Lehm und Dung verputzt, später durch Kalk und Sand erweitert. Das Gebäude wurde 1900 von Fritz Engels aus der Südafrikanischen Republik errichtet, der dieses als Wohnhaus und Lager nutzte.